# Mireia Espí
Mireia Espí Vidal (Benigánim, 19 de enero de 1965) es una exjugadora de balonmano española, campeona de Europa, que perteneció al mítico Osito L'Eliana. Actualmente es profesora y jefa de estudios en el instituto en el que trabaja.

## Trayectoria

### Jugadora
Jugadora de un solo club, entró en el equipo en categoría cadete y fue subiendo categorías hasta llegar al primer equipo en la temporada 1980–81. Se retiró en la temporada 1997–98 y es una de las jugadoras españolas más laureadas de la historia con 27 títulos nacionales e internacionales.
En sus vitrinas la Copa de Europa de 1997 y la Supercopa del mismo año. Pero además lucen 18 ligas y 17 Copas de Su Majestad la Reina.

#### Títulos
- 1 x Copa de Europa (1997[4]) y 1 subcampeonato (1998)
- 1 x Supercopa de Europa (1997)
- 18 x Ligas de División de Honor.
- 17 x Copas de S.M. La Reina.

### Entrenadora
Desde la temporada 1993–94 hasta la 1997–98 compaginó su posición de jugadora con la de preparadora física del equipo de División de Honor gracias a sus estudios de educación física en IVEF. Por entonces ya ejercía como profesora de instituto.
Llevó a los equipos de la selección juvenil femenino de la Comunidad Valenciana y, en el 2003 debutó en un banquillo de División de Honor como entrenadora, junto a Sonia Rodríguez, en el otro equipo histórico valenciano, el Ferrobús Mislata, con la que consiguió una Liga (2007) y una Copa de la Reina (2003 ganándole en la final a su ex equipo, al Osito). Su paso por el banquillo mislatero se dio en dos periodos: la temporada 2003–04 y la 2006–07.